# Найдёновка (Полтавская область)
Найденовка (укр. Найденівка) — село,
Демидовский сельский совет,
Кременчугский район,
Полтавская область,
Украина.
Код КОАТУУ — 5322481004. Население по переписи 2001 года составляло 20 человек.

## Географическое положение
Село Найденовка находится на левом берегу реки Сухой Омельник,
выше по течению примыкает село Гуляйполе (Глобинский район),
ниже по течению на расстоянии в 2 км расположено село Яремовка.

## История
- Есть на карте 1869 года.[2]

- В 1911 году на хуторе Найды жило 9 человек.[3]